# Динамо (стадион, Брянск)
«Дина́мо» — многоцелевой стадион в Брянске, домашняя арена футбольного клуба «Динамо» Брянск. Вместимость 10100 зрителей. Построен в 1924 году, реконструирован в 1960-х и в 2001—2004 годах.

## История
Губернский стадион имени В. И. Ленина был устроен в 1924 году на бывшей Ярмарочной площади у северной окраины города. После расформирования Брянской губернии в 1929 году название было изменено на Брянский городской стадион. В 1930-х годах стадион был передан спортивному обществу «Динамо» и получил название клуба, которое носит и поныне. В 1960 году, когда брянское «Динамо» начало выступления в классе «Б» чемпионата СССР, стадион был реконструирован. Следующая реконструкция состоялась в 2001—2004 годах: были заново построены все четыре трибуны, оборудованы современные раздевалки для футболистов, многофункциональные подтрибунные помещения для клубного руководства. В 2008 году стадион обзавёлся подогревом поля и новым освещением. По состоянию на 2010 год стадион соответствует требованиям Первого дивизиона чемпионата России по футболу.
На совещании у губернатора 29 августа 2011 года генеральный директор ООО «Энергострим» Юрий Желябовский обратился к Николаю Денину с предложением выкупить стадион. В начале 2011 года компания приобрела футбольный клуб «Динамо-Брянск» с загородной спортивной базой «Волна», взяв на себя решение финансовых вопросов и игроков, и тренеров, и персонала. Было принято решение о том, объект будет передан в муниципальную собственность и затем приватизирован.
На стадионе планировалось провести модернизацию: увеличить количество посадочных мест до 13500, улучшить освещённость стадиона и установить специальное оборудование для проведения телетрансляций, увеличить в два раза площадь навеса над зрительскими местами, заменить гидроизоляцию всех подтрибунных помещений, заменить информационное табло. Инвестор готов был вложить в развитие объекта более 150 млн руб.
5 сентября 2011 года на стадионе «Динамо» впервые состоялся международный матч. Вторая сборная России по футболу сыграла с молодёжной футбольной сборной Беларуси. Товарищеская встреча закончилась вничью 0:0, в послематчевых интервью тренеры обеих сборных похвалили стадион и выразили благодарность брянцам как за поле, так и за зрительскую поддержку.
В 2011 году рассматривался вопрос о передаче стадиона из областной собственности в собственность ООО ФК «Динамо-Брянск».
В рамках подготовки к выступлению команды «Динамо» в сезоне ФНЛ 2020/21 на стадионе были проведены ремонтные работы. Восстановлен подогрев поля, переоснащена стационарная система постоянного цветного видеонаблюдения, в VIP-ложе установлены новые мягкие кресла и кондиционер. Заменено более двух тысяч сидений для болельщиков, обновлена нумерация мест на всех трибунах. Оборудована комната для инспектора матча и медицинская комната. Произведён косметический ремонт ложи прессы, оборудованы рабочие места комментатора и режиссёра трансляций. Выполнен ремонт раздевалок футбольных команд, закуплены новые кабинки для переодевания. Заменена устаревшая сантехника, проведена ревизия всего электрооборудования. Перед кассами стадиона установлены ограждения для разделения потока зрителей. Так же установлено новое светодиодное табло.
В июне 2020 года стадион получил сертификат второй категории РФС, позволяющий проводить матчи Первенства ФНЛ, до этого стадион имел третью категорию РФС.

## Основные характеристики стадиона

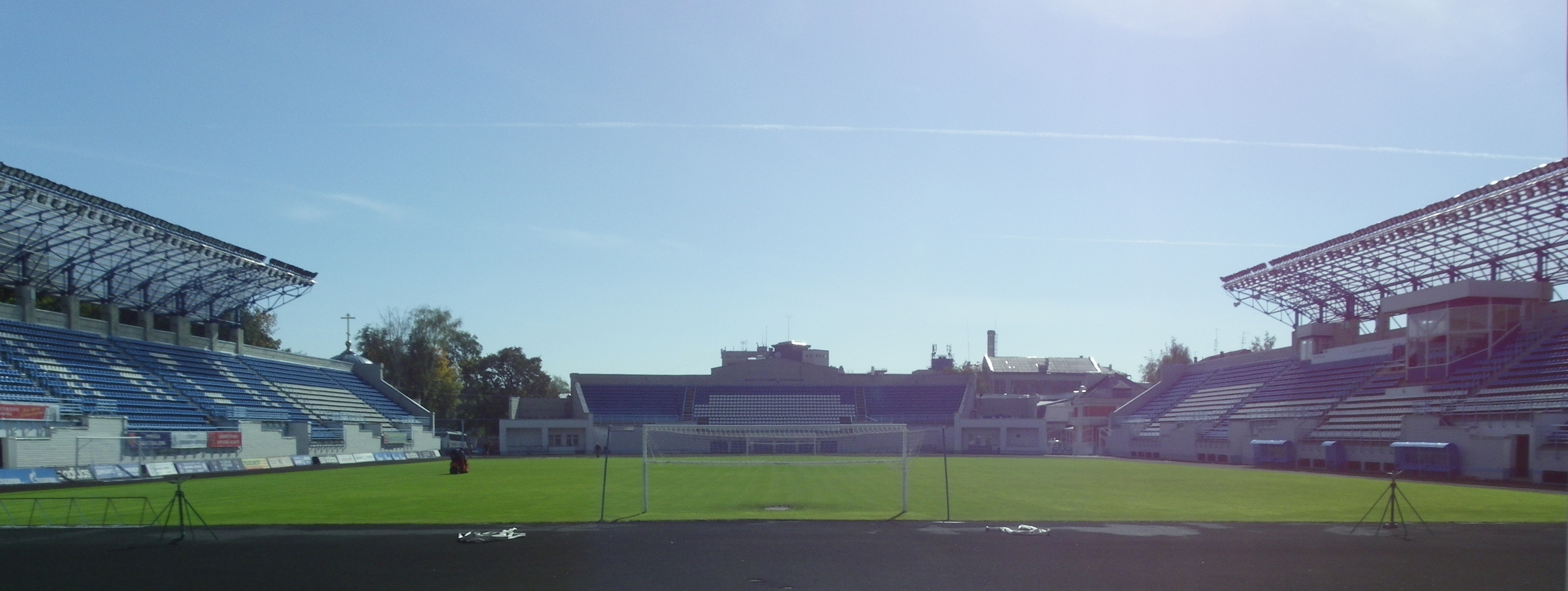
Футбольное поле стадиона. Фото 2012 г.

### Трибуны
Стадион имеет четыре трибуны, полная их вместимость составляет 10100 человек. Изначально, в 1924 году, имел всего одну трибуну, южную, вмещавшую 3000 болельщиков. В 1930-х годах была добавлена вторая трибуна, вместимость возросла до 6000 человек. Ещё две трибуны, поднявшие вместимость до 11000 мест, были возведены в 1960 году.
В ходе реконструкции в 2000-х годах все четыре трибуны были полностью перестроены, вместимость уменьшилась до 10100 человек, над северной и южной трибуной были установлены козырьки. На северной трибуне цветами кресел белым по синему выстроена надпись «Брянск».
Подтрибунные помещения во время дождей подтапливаются из-за просчётов при проектировании и строительстве, руководством клуба планировалась их реконструкция с организацией магазина фан-атрибутики и футбольного бара.

### Поле
Поле имеет размер 105×68 м, покрыто натуральным газоном, в 2004 году было оснащено системой искусственного подогрева. В рамках инвестиционной программы ПФЛ по реконструкции стадионов 2011—2013 годов на замену газона стадиона «Динамо» в Брянске искусственным покрытием планировалось выделить 9 млн рублей.

### Осветительная система
В 1964 году по периметру стадиона были сооружены 4 осветительные мачты.
В период реконструкции 2000-х годов освещение было выведено из эксплуатации, восстановлено в 2008 году. Освещение установлено на козырьках  северной и южной трибун.
28 сентября 2010 года в конце матча 32 тура чемпионата Первого дивизиона по футболу против владивостокского Луча-Энергии произошло отключение половины освещения стадиона. Неполадка была устранена за 22 минуты, матч был доигран. Ранее нечто похожее произошло 13 августа 2010 года в конце матча 24 тура с Жемчужиной-Сочи, освещение вышло из строя на 2 минуты, матч также был доигран.
Система обеспечивает освещённость в 1800 люкс, что являлось наибольшим показателем среди стадионов ФНЛ на начало сезона 2011/2012.
После того, как со стадиона были проведены две телевизионные трансляции, система освещения была дополнена вторым рядом прожекторов, установленными  на козырьках северной и южной трибун.